# آشپزی گیلانی
غذاهای محلی گیلان، به عنوان یکی از شاخه‌های برجسته فرهنگ غذایی ایران، سابقه‌ای طولانی و تاریخی پرشکوه دارند. این استان با داشتن بیش از ۱۷۰ تا ۲۲۰ نوع غذا، محلی است که آشپزی سنتی آن همواره الهام‌بخش نوآوری و حفظ هنرهای بومی در سطح کشور و حتی جهان به‌شمار می‌آید. در این مقاله، به بررسی جامع جنبه‌های مختلف از جمله تاریخ آشپزی، تأثیر جغرافیای منطقه بر تولید مواد اولیه، سبک‌های پخت و تأثیرات فرهنگی بر این هنر می‌پردازیم.

## مقدمه
آب‌وهوای معتدل، خاک حاصلخیز و تنوع ارثی محصولات طبیعی از ویژگی‌های بارز گیلان است که زمینه‌ساز تولید برنج با کیفیت، انواع سبزیجات معطر و صیفی‌جات متنوع می‌باشد. شرایط جغرافیایی مناسب، موجب شده تا غذاهایی مانند مرغ ترش، اناربیج، باقلاقاتوق و کباب ترش با طعمی بی‌نظیر به وجود آید؛ طعمی که نه تنها ارزش غذایی بالایی دارد بلکه نمایانگر تاریخ و فرهنگ محلی نیز می‌باشد.

## تاریخچه آشپزی در گیلان
مطالعات تاریخی و اسناد قدیمی نشان می‌دهند که هنر آشپزی در گیلان از دیرباز مورد توجه بوده است. در کتاب «سرزمین گیلان» نوشته الکساندر شودزگو (۱۸۰۴–۱۸۹۱) به بررسی سبک‌های پخت محلی پرداخته شده است. نخستین نشانه‌های مستند در این حوزه به قلم فهیمه اکبر در کتاب «طباخی گیلان» (سال ۱۳۳۸) برمی‌گردد که در آن به تفصیل به شرح دستورهای محلی و نحوه پخت غذاها پرداخته شده است. فعالیت‌های اولیه در زمینه آشپزی، تأثیر بسزایی در حفظ و انتقال هنر بومی به نسل‌های آینده داشته و به عنوان یکی از میراث‌های فرهنگی گیلان محسوب می‌شود.

## تأثیر جغرافیا و مواد اولیه بر آشپزی گیلان
آب و هوای مرطوب و بارش فراوان در گیلان موجب رشد برنج، سبزیجات معطر و صیفی‌جات به بهترین شکل شده است. در دشت‌های حاصلخیز، برنج سفید کوبیده شده به عنوان غذای اصلی مصرف شده و نان‌های محلی مانند نان خرفه یا خلفه که به آن کشتا هم گفته می‌شود و نان لاکو نقش مهمی در وعده‌های غذایی دارند. استفاده گسترده از نعناع وحشی، پیتنک، چوچاق و سایر ادویه‌های بومی، طعم‌های منحصر به‌فردی به هر غذا می‌بخشد که همواره در فضاهای فرهنگی و غذایی منطقه به یاد ماندنی است.

## دسته‌بندی جامع غذاهای محلی گیلان
به دلیل تنوع فراوان و ریشه‌های عمیق فرهنگی، غذاهای محلی گیلان به چند دسته اصلی تقسیم می‌شوند که در زیر معرفی گردیده‌اند:

### ۱. غذاهای گوشتی و مرغی
- مرغ ترش

```
 - غذایی نمادین تهیه‌شده از مرغ محلی به همراه سبزی معطر و چاشنی‌هایی نظیر 
آب انار
.
 - در این روش پخت سنتی، استفاده از قابلمه‌های سفالی 
گمج
 و ادویه‌های بومی، طعم اصیل و بی‌نظیری به آن می‌بخشد.
```

- اناربیج

```
 - غذای 
شب یلدایی
 با شباهتی به 
فسنجان
؛ ترکیبی از 
رب انار
، 
گردو
، 
سبزی قورمه
 و 
گوشت چرخ‌شده
 که موجب خلق طعمی ماندگار و منحصر به فرد می‌شود.
```

- خورشت انار مسما

```
 - خورشتی مناسب برای فصل 
پاییز
 تهیه‌شده از مرغ، 
دانه
 
انار
، 
پیاز
 و 
رب انار
؛ نسبت 
ترش
 و 
شیرین
 در این غذا، آن را به گزینه‌ای خاص تبدیل کرده است.
```

- خورشت قیمه چرخ کرده

```
 - خورشتی سنتی با ترکیبی از گوشت چرخ‌شده، 
لپه
، پیاز، 
گوجه فرنگی
، 
زعفران
، 
لیمو امانی
 و 
دارچین
؛ نسخه‌ای متفاوت از قیمه معمولی که از روش‌های پخت بومی بهره می‌برد.
```

### ۲. انواعکبابهایسنتی
- کباب ترش

```
 - کبابی تهیه‌شده از ترکیب سبزیجات معطر و آب انار؛ دارای طعم نسبتاً ترش و دلنشین که در مجالس و پذیرایی‌ها بسیار مورد استقبال قرار می‌گیرد.
```

- دوش کول کباب

```
 - کبابی سنتی از 
گوشت
 پشت گردن و 
دوش گاو
؛ برش‌های به اندازه 
چنجه
 و استفاده از ادویه‌های مخصوص از ویژگی‌های برجسته آن هستند.
```

- لوبیا کباب

```
 - یک وعده غذایی متفاوت برای صبحانه؛ گوشت کباب شده روی زغال که در 
خوراک لوبیا
 افزوده می‌شود و طعمی متمایز ایجاد می‌کند.
```

### ۳. خورشت‌ها و انواع آش‌های گیلان
- آش قلیه گیلانی

```
 - آشی غنی از گوشت چرخ‌شده، حبوبات، 
سبزی محلی
، 
کشمش
، 
قیسی
، 
آرد
 و 
هویج
؛ ترکیبی از 
چغندر
، 
آبغوره
 و [[شکر] باعث ایجاد طعمی بی‌نظیر و اصیل می‌شود.
```

- ترش آش

```
 - آشی مقوی تهیه‌شده از 
باقلا
، 
نخود
، 
لوبیا
، 
برنج
 و [[سیر]؛ در برخی نواحی با افزودن 
گوجه سبز
، عطر و طعم آن تکمیل می‌گردد.
```

- آش‌های متنوع دیگر

```
 - از جمله 
آش شلغم
، 
آش شیر
، 
آش ترش
 و 
خولی‌آش
 که هرکدام با بهره‌گیری از سبزیجات معطر و حبوبات بومی، تنوع و اصالت آشپزی گیلان را به نمایش می‌گذارند.
```

### ۴. غذاهای دریایی و ماهی‌های محلی
- فیبیج (ماهی سفید شکم‌پر)

```
 - غذایی منحصر به‌فرد تهیه‌شده با سیر، گردو، رب انار و سبزیجات معطر؛ در 
تنور
، 
تابه
 یا به صورت 
گریل
 پخته می‌شود.
```

- ماهی گردبیج

```
 - ماهی سفید با حالت پخت گرد که در ظروف سنتی مانند گمج تهیه شده و طعمی نرم و ماندگار ایجاد می‌کند.
```

- ماهی مالاتا (مالابیج)

```
 - ماهی ترش محلی که معمولاً همراه با باقلاقاتوق یا برنج 
کته
 سرو می‌شود؛ ترکیب سیر، مغز گردو و رب انار، طعمی به‌یادماندنی خلق می‌کند.
```

### ۵. غذاهای بدون گوشت و پیش‌غذاهای متنوع
- میرزا قاسمی

```
 - غذایی بی‌نظیر از بادنجان کباب‌شده، گوجه فرنگی، سیر و تخم‌مرغ؛ می‌تواند به عنوان میان‌وعده، پیش‌غذا یا غذای اصلی مصرف شود.
```

- ترش تره

```
 - دستور پخت ویژه‌ای بر پایه تخم‌مرغ، سیر، 
خالواش
، 
اسفناج
، 
گشنیز
، برگ چغندر، 
نعنا
 و ادویه‌های متنوع همراه با 
آب نارنج
؛ طعمی تازه و ماندگار ارائه می‌دهد.
```

- زیتون پرورده

```
 - پیش‌غذایی تهیه‌شده از زیتون با استفاده از ادویه‌هایی مانند آبغوره و رب انار؛ نمونه‌ای از هنر دست سرآشپزان گیلان در تهیه چاشنی‌های منحصر به‌فرد.
```

- کال کباب

```
 - ترکیبی از بادمجان کبابی، سیر و گردوی آسیاب‌شده؛ گرچه اسمی شبیه به کباب دارد اما استفاده از گوشت در آن دیده نمی‌شود و طعم بومی آن منعکس‌کننده سبک زندگی محلی است.
```

### ۶.دسرهاو شیرینی‌های سنتی
- شیرینی کاکا

```
 - شیرینی سنتی تهیه‌شده در [[ماهیتابه] با ترکیبی از آرد، 
کدو حلوایی
، تخم‌مرغ، شکر، گردو، 
گلاب
 و ادویه‌هایی مانند دارچین و 
هل
.
```

- رشته خوشکار

```
 - شیرینی تهیه‌شده از خمیر رشته همراه با مغز گردو، هل و ادویه‌های متنوع؛ معمولاً در مراسم 
رمضان
 و جشن‌های 
افطاری
 مصرف می‌شود.
```

- نان خرفه

```
 - نانی بومی که از ترکیب کدو حلوایی و تخم 
شنبلیله
 تهیه می‌شود؛ به عنوان یکی از لذیذترین نان‌های محلی گیلان مورد استقبال قرار می‌گیرد.
```

- دسرهای دیگر

```
 - شامل 
کلوچه فومن
، 
پادرازی
، [باقلوا]]، شیرینی 
سام پوسته
، 
نان لاکو
، 
نان کشتا
، 
حلوا عسلی
، 
حلوای ضیابر
 و سایر دست‌پخت‌های سنتی که در مناسبت‌های مختلف تهیه و سرو می‌شوند.
```

## تأثیرات فرهنگی و اجتماعی بر آشپزی گیلان
آشپزی گیلان نه تنها یک فعالیت تغذیه‌ای است، بلکه نمایانگر تاریخ، فرهنگ و سنت‌های دیرینه این استان می‌باشد. استفاده از مواد اولیه طبیعی، بهره‌گیری از ادویه‌های بومی و انتقال دستورهای پخت از نسلی به نسل دیگر، باعث ایجاد پیوند عمیق بین مردم گیلان و طبیعت شده است. رویدادها و جشنوارههای محلی مانند شب یلدا و مراسم افطار، نقش مهمی در حفظ و ارتقای این هنر آشپزی دارند.

## روند پخت سنتی در مقابل نوآوری‌های معاصر
با وجود احترام به سنت‌های دیرینه، سرآشپزان محلی با بهره‌گیری از فناوری‌های مدرن و رعایت استانداردهای بهداشتی، روند پخت غذاهای سنتی را به روز کرده‌اند. استفاده از تجهیزات مدرن در کنار قابلمه‌های سفالی، تضمین می‌کند که طعم و ویژگی‌های اصیل غذاهای محلی گیلان حفظ شود. همچنین، تأکید بر استفاده از محصولات ارگانیک و روش‌های پخت کم چرب به بهبود سلامت جامعه و ارتقای سبک زندگی کمک می‌نماید.

## دیدگاه‌ها
این مقاله بر مبنای اسناد تاریخی، پژوهش‌های علمی و بررسی‌های میدانی تهیه شده است. نگارش این مطلب بر اساس استانداردهای ویکی‌پدیای فارسی صورت گرفته و همواره می‌تواند با به‌روزرسانی‌های بعدی تکمیل گردد تا هنر آشپزی محلی گیلان به عنوان یکی از اجزای مهم میراث غذایی کشور حفظ شود.

## ببینید همچنین
- آشپزی مازندرانی
- غذاهای سنتی ایران
- فرهنگ غذایی ایران
- منتخبات غذایی محلی

1. ↑  «گیلان، استان نخست ایران از نظر تنوع غذاهای محلی». سازمان صدا و سیمای جمهوری اسلامی ایران (واحد مرکزی خبر). بایگانی‌شده از اصلی در ۷ آوریل ۲۰۱۴. دریافت‌شده در ۳ فروردین ۱۳۹۳.
2. ↑  «Welcome to Encyclopaedia Iranica». دریافت‌شده در ۱۸ مه ۲۰۲۲.